# Saint-Pierre-d'Oléron
Saint-Pierre-d'Oléron is een gemeente in het Franse departement Charente-Maritime (regio Nouvelle-Aquitaine). De plaats maakt deel uit van het arrondissement Rochefort. Het is een van de acht gemeenten van het Île d'Oléron. Saint-Pierre-d'Oléron telde op 1 januari 2022 6.665 inwoners.

## Geografie
De oppervlakte van Saint-Pierre-d'Oléron bedroeg op 1 januari 2022 40,55 vierkante kilometer; de bevolkingsdichtheid was toen 164,4 inwoners per km².
De onderstaande kaart toont de ligging van Saint-Pierre-d'Oléron met de belangrijkste infrastructuur en aangrenzende gemeenten.

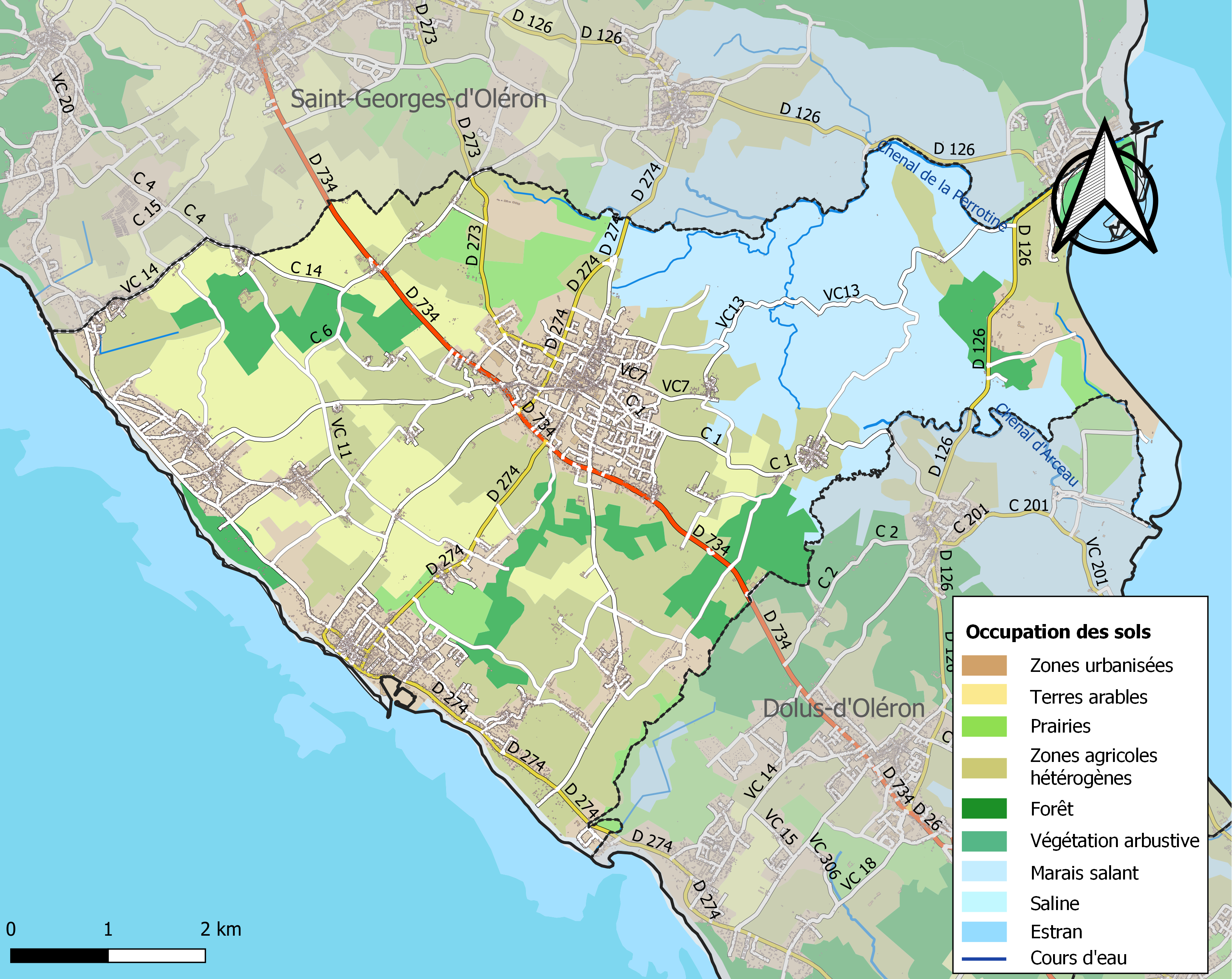

## Demografie
Onderstaande figuur toont het verloop van het inwonertal (bron: INSEE-tellingen).

## Geschiedenis
In de kerk Saint-Pierre zijn de namen te vinden van 132 mannen van het dorp die als soldaat sneuvelden in de Eerste Wereldoorlog.

## Geboren in Saint-Piere-d'Oléron
- Pierre Bergé (1930-2017), ondernemer, mecenas, actievoerder en schrijver

## Trivia
Het dorp werd beroemd vanwege een opmerkelijke rechtszaak rond de haan Maurice, die volgens buren te vroeg en te lang kraaide, een eis die door de rechter op 5 september 2019 werd afgewezen.